# Tambo (Inka)

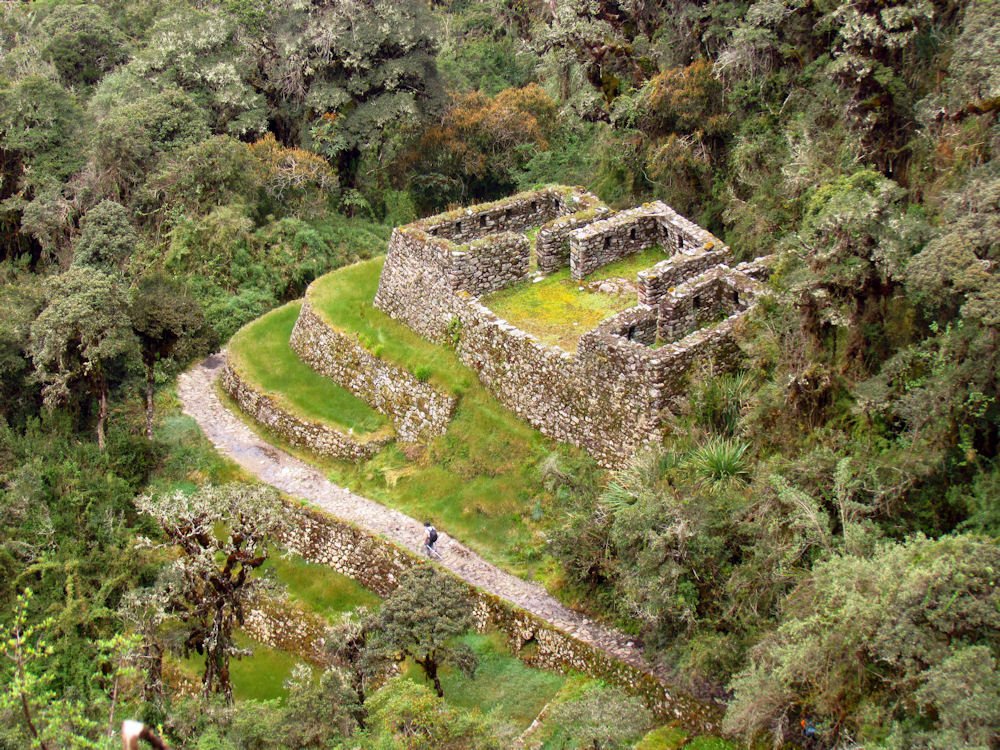
Conchmarka („Kochherdstelle“) Tambo am Inkatrail

Ein Tambo (Quechua: tampu, „Herberge“) war eine inkaische Herberge für Reisende, Soldaten und Karawanen.
Die Tambos wurden im gesamten Inka-Wegenetz in Abständen von allgemein 15 bis 25 Kilometern errichtet, was der Tagesstrecke entspricht, die mit einem beladenen Lama zurückgelegt werden kann. In der Atacamawüste betrug die Entfernung über 42 Kilometer. Sie bestanden gewöhnlich aus einem sorgfältig errichteten Wohngebäude und daran angeschlossenen Bereichen zum Lagern von Waren oder der Unterbringung von Tieren.
Tambos in verschiedenen Größen weisen auf eine unterschiedliche Bedeutung des jeweiligen Ortes hin. Die kleinsten heißen Botenhäuser (Quechua: chaskiwasi), die größten waren Verwaltungszentren, in denen Inka-Beamte sowohl den Verkehr als auch die Produktion, Lagerung und Verteilung von Gütern kontrollierten. Die Tambos in oder an Siedlungen lagen immer deutlich getrennt von den Wohnbereichen der örtlichen Bevölkerung.